# Basina
Basina či Basine (438–477) byla durynskou královnou, manželkou durynského krále Basina a později franskou královnou, manželkou franského krále Childericha I.

## Životopis
Když opustila svého manžela, krále Bisina a odešla do římské Galie, kde požádala o ruku franského krále Childericha I. za něhož se provdala. Sama prohlásila: „Chci mít nejmocnějšího muže světa, i kdybych za ním měla překonat oceán“. Tato její poznámka může směřovat k Childerichově úspěšné invazi Římské říše a jeho pokus usadit Franské království na římské půdě.
Jméno Basina patrně pochází z dolnofranského spojení ženský velitel. Je matkou Chlodovecha, který se stal zakladatelem Franské říše a moderní Francie. Chlodovech je více známý pod latinizovaným jménem Chlodvík I. Jméno Chlodovech navrhla patrně Basina, protože u Franků bylo běžnou praxí pojmenovávat syna po členu rodiny v mužské linii předchůdců.
Basina byla v historii Franské říše výjimečná, protože se svou politikou výrazně zasáhla do dějin v době vznikající Franské říše, což je obvyklé pro ženy německých klanů, ale velmi neobvyklé pro Římany. Podle Gesta episcoporum Cameracensium byli král Ragnachar a jeho bratr Richar z oblasti Cambrai spřízněni s Basinou.
Královna Basina Durynská je hlavní antagonistkou ve filmu Kletba bratří Grimmů z roku 2005.

## Manželství a děti
Roku 463 se Basina provdala za Childericha I., syna Merovecha a jeho ženy. V manželství s Chilperichem se narodily čtyři děti:
1. Chlodvík I. (466–511)
2. Audofleda (467–511), královna Ostrogótů. Manželka Theodoricha Velikého
3. Lantechild (468–?)
4. Abofled (470–?).